# Пекорара
Пекорара (італ. Pecorara) — муніципалітет в Італії, у регіоні Емілія-Романья, провінція П'яченца.
Пекорара розташована на відстані близько 420 км на північний захід від Рима, 165 км на захід від Болоньї, 31 км на південний захід від П'яченци.
Населення — 743 особи (2014).

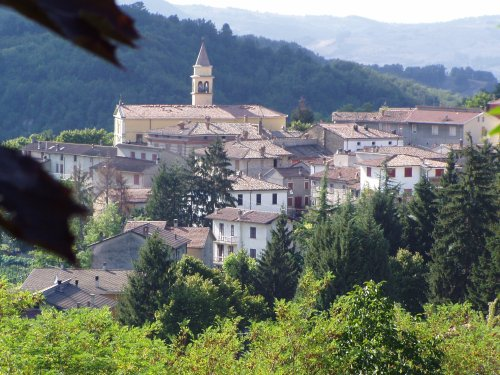

Щорічний фестиваль відбувається 23 квітня. Покровитель — святий Юрій.

## Демографія
Населення за роками:

Станом на 31 грудня 2014 року в муніципалітеті офіційно проживало 39 іноземців з 13 країн, серед них 13 громадян країн Євросоюзу та 6 громадян України.

## Сусідні муніципалітети
- Боббіо
- Нібб'яно
- П'янелло-Валь-Тідоне
- Пьоццано
- Романьєзе
- Траво
- Цаваттарелло